# Kitamura Tomotaka
Tomotaka Kitamura (sinh ngày 27 tháng 5 năm 1982) là một cầu thủ bóng đá người Nhật Bản.

## Sự nghiệp câu lạc bộ
Tomotaka Kitamura đã từng chơi cho Yokohama FC và Montedio Yamagata.